# موسم الهجرة إلى الشمال
موسم الهجرة إلى الشمال  هي رواية كتبها الطيب صالح ونشرت في البداية في مجلة حوار (ع 5-6، ص 5-87) في أيلول/سبتمبر 1966، ثم نشرت بعد ذلك في كتاب مستقل عن دار العودة في بيروت في نفس العام.
في هذه الرواية يزور مصطفى سعيد، وهو طالب عربي، الغرب. مصطفى يصل من الجنوب، من إفريقيا، بعيدًا عن الثقافة الغربية إلى الغرب بصفة طالب. يحصل على وظيفة كمحاضر في إحدى الجامعات البريطانية ويتبنى قيم المجتمع البريطاني، وهناك يتعرف إلى زوجته، جين موريس، وهي امرأة بريطانية ترفض قبول إملاءات زوجها. بعد أعوام يعود مصطفى إلى بلاده، حيث يلتقي هناك بصورة مفاجئة براوي القصة الذي عاش أيضًا في بريطانيا. القصة نفسها تروى عن طريق قصص يرويها الراوي والبطل.

## الكاتب
الطيب صالح (12 يوليو 1929 - 18 فبراير 2009)، أديب سوداني وأحد أشهر الأدباء العرب أطلق عليه النقاد لقب «عبقري الرواية العربية». عاش في بريطانيا وقطر وفرنسا.

## الشخصيات
- مصطفى سعيد
- الراوي
- جين مورس
- شيلا غرين وود
- آن هاموند
- محجوب
- بنت محمود (حسنة)
- بنت مجذوب
- زوجة الراوي
- والد الراوي
- حاج أحمد (جد الراوي)
- والدة الراوي
- ود الريس
- إيزابيلا سيمور
- السيدة روبنسون
- السيد روبنسون

## القيمة الأدبية

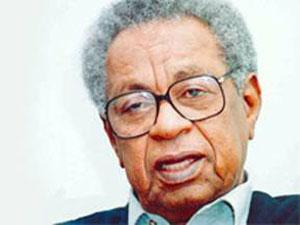
الطيب صالح - كاتب الرواية

اختيرت رواية موسم الهجرة إلى الشمال واحدةً من أفضل مائة رواية في القرن العشرين على مستوى الوطن العربي، ونالت استحسانا وقبولاً عالميا وحولت إلى فلم سينمائي. إجمالاً تتناول الرواية في مضمونها مسألة العلاقة بين الشرق والغرب. وتعد «موسم الهجرة إلى الشمال» من الأعمال العربية الأولى التي تناولت لقاء الثقافات وتفاعلها وصورة الآخر الغربي بعيون الشرقي والغربي بعيون الآخر الشرقي الذي ينظر إليه كشخص قادم من عالم رومانسي يسوده السحر ويكتنفه الغموض.
وقد تطرق الطيب صالح في روايته إلى هذه العلاقة من خلال شخصية بطلها السوداني الذي يذهب ليدرس في العاصمة البريطانية لندن. وهناك يضيف إلى جانب تميزه وذكائه العقلي وتحصيله الجامعي العالي رصيداً كبيراً في إثبات فحولته مع نساء بريطانيا الذين احتلوا بلاده مع تقديم صورة ساحرة عن الحياة في المجتمع الريفي السوداني.

## الترجمات
- ترجمت هذه الرواية إلى اللغة الروسية بواسطة فلاديمير شاجال.
- ترجمت الرواية إلى اللغة الإنجليزية باسم Season of Migration to the North بواسطة دنيس جونسون ديفز.[2]
- ترجمت الرواية إلى اللغة العبرية باسم עונת הנדידה אל הצפון بواسطة توفيا شموش، 2005

## اقتباسات من الرواية
- «نحن بمقاييس العالم الصناعي الأوروبي، فلاحون فقراء، ولكنني حين أعانق جدي أحس بالغنى، كأنني نغمة من دقات قلب الكون نفسه.»
- «وانتشر دم المغيب فجأة في الأفق الغربي كدماء ما بين ماتوا في حرب عارمة نشبت بين الأرض والسماء. وانتهت الحرب فجأة بالهزيمة، ونزل ظلام كامل مستتب احتل الكون بأقطابه الأربعة.»
- «إنني أريد أن آخذ حقي من الحياة عنوة.أريد أن أعطي بسخاء، أريد أن يفيض الحب من قلبي فينبع ويثمر. ثمة آفاق كثيرة لابد أن تزار، ثمة ثمار يجب أن تقطف، كتب كثيرة تقرأ، وصفحات بيضاء في سجل العمر، سأكتب فيها جملاً واضحة بخط جريء»
- «يا للسخرية.. الإنسان لمجرد أنه خُلِق عند خط الاستواء، بعضُ المجانين يعتبرونه عبداً وبعضُهم يعتبره إلهاً. أين الاعتدال؟! أين الاستواء؟!»

## وصلات خارجية
- موسم الهجرة إلى الشمال على موقع الموسوعة البريطانية (الإنجليزية)
- موسم الهجرة إلى الشمال على موقع المكتبة المفتوحة (الإنجليزية)

لم يتم العثور على روابط لمواقع التواصل الاجتماعي.